# Braibant
Pour les articles homonymes, voir Braibant (homonymie).
Braibant (en wallon Braibant) est une section de la ville belge de Ciney située en Région wallonne dans la province de Namur.
C'était une commune à part entière avant la fusion des communes de 1977.

## Étymologie
-Bant- est un élément germanique signifiant "lien" mais aussi "zone" (on peut faire le parallèle avec le latin zona qui signifie ceinture et a donné le mot zone), qu'on retrouve dans Ostrevent (ou Ostrevant), Brabant, Teisterbant, Caribant (ou Carembault), dans le nom de nombreux villages (Bant, Braibant, Swifterbant, etc.) et des noms de famille (Stroobant).

## Géographie
Braibant est situé à 19 km de Dinant et à 4 km de Ciney. L'altitude varie de 200 à 300 mètres et le sol est argilo-calcaire. Le village compte 123 hectares de bois.
Hameaux : Halloy, Mont et Stée.

## Évolution démographique
- Source: DGS, 1831 à 1970=recensements population, 1976= habitants au 31 décembre

## Histoire
Le 5 juin 1291, les bourgeois de Halloy reçurent de Jean de Flandre une charte reconnaissant leurs droits.
Cette situation exceptionnelle pour une aussi petite commune marque l'importance de Halloy dans la principauté de Liège. Ils ne reviendront à Ciney qu'en 1595.